# ラヴ・ガン (曲)
「ラヴ・ガン」 (Love Gun) は、アメリカのロック・バンドであるキッスが1977年にリリースした同名アルバムに収録した楽曲である。

## 解説
作者でギタリスト/ボーカリストのポール・スタンレーは、インタビューで度々キッスの楽曲の中で最も好きな曲の一つに挙げている。また歌詞がレッド・ツェッペリンの楽曲「ハウ・メニー・モア・タイムズ」に引用されたアルバート・キングの「ザ・ハンター」にインスパイアされたものであるとも明かしている。
スタンレーはレコーディングでベースを弾いている。
全米シングル・チャートで最高55位と振るわなかった。しかしリリース以来、キッスの全てのツアーで演奏され、キッスのベスト・アルバムやコンピレーション・アルバムの常連である。

## 使用例
- 映画『デトロイト・ロック・シティ』（1999年） - オープニング・クレジットで流れた。なお映画の題名もキッスの楽曲から名付けられた。
- 映画『ぼくたちの奉仕活動』（2000年） - 登場人物のホイーラー（ショーン・ウィリアム・スコット）がスタンレーのペニスをモチーフにした楽曲であると説明するシーンで流れた。
- ゲーム『Guitar Hero: Warriors Of Rock』

## カバー・バージョン
- サーフィン・シーザーズ - キッスのトリビュート・アルバム『ハード・トゥ・ビリーブ』(1992年）に収録。
- ヘイシード・ディキシー - 2003年にはが、キッスの曲をブルーグラスにアレンジしたトリビュート・アルバム『Kiss My Grass: A Hillbilly Tribute to Kiss』に収録。
- トミー・ショウ （スティクスのギタリスト）- キッスのトリビュート・アルバム『スピン・ザ・ボトル』（2004年）に収録。
- スタック・トリック （エレクトリック・ブリティッシュ・ロック・バンド）- キッスのトリビュート・アルバム『Sheep in KISS Make Up』に収録。
- アクセル・ルディ・ペル （ドイツのギタリスト）- アルバム『ダイアモンド・アンロックト』に収録。
- エース・フレーリー（元キッス）